# Técnicas de neutralização
Técnicas de neutralização (do inglês  techniques of neutralization) é um conjunto de métodos teóricos através dos quais as pessoas que cometem atos ilegítimos neutralizam, temporariamente, certos valores éticos dentro de si mesmas, que normalmente as impediriam de perpetrar esses atos. Em outras palavras, é um método psicológico usado pelas pessoas para “desligar” sua censura interior temporariamente, quando praticam, ou estão para praticar, atos ilegítimos.

## A teoria
O conceito sobre essas técnicas foi inicialmente postulado por David Matza e Gresham Sykes, enquanto trabalhavam com no estudo da teoria Differential Association de Edwin Sutherland na década de 1960. Baseados em suas experiêcnias trabalhando com delinqüência juvenil,   Matza e Sykes teorizaram que essas mesmas técnicas podem ser notadas em toda a sociedade e publicaram suas ideias no livro Delinquency and Drift (1964)
A teoria de Matza e Sykes afirma que as pessoas estão sempre cientes de suas obrigações morais de cumprir as leis e de evitar certos atos ilegítimos. Dessa forma, raciocinaram, se uma pessoa pratica atos ilegítimos, essa pessoa deve empregar algum tipo de mecanismo psicológico que faça calar essa necessidade de seguir seus próprios conceitos morais.
Desta maneira, a teoria de Matza e Sykes rejeita as teorias que sugeriam que grupos de delinqüentes criam seu próprio código moral que apaga completamente o código moral social. Com essa análise,  Matza e Sykes conseguiram explicar como os delinqüentes “navegam” entre estilos de vida legítimos e ilegítimos continuamente, uma vez que eles retêm seu código moral (social), ao invés de apagá-lo e substituí-lo por um código moral ilegítimo, como sugeriam as teorias anteriores.

## As técnicas de neutralização
A teoria da neutralização foi construída com base em quatro observações:
- Delinqüentes demonstram sentir culpa acerca de seus atos ilegítimos;
- Delinqüentes frequentemente admiram pessoas honestas e cumpridora das leis;
- Delinqüentes mantêm uma clara linha divisória entre os que podem ser vitimizados e os que não podem;
- Delinqüentes não ficam imunes às necessidades de conformidade

A partir destas observações da realidade,   Matza e Sykes relacionaram os métodos pelos quais as pessoas justificam seus atos ilegítimos:
- Negativa de responsabilidade: O delinqüente sugere que foi uma “vítima das circunstâncias”, ou foi forçado numa situação fora de seu controle[3]
- Negativa de dano: o delinqüente insiste em achar que suas ações não causaram nenhum dano ou malefício[3]
- Desprezo pelas vítimas o delinqüente acredita que a vítima “merecia” sofrer qualquer ação que tenha sido perpetrada contra ela;
- Condenação dos 'condenadores' : o delinqüente pensa que os que os condenam o fazem simplesmente por maldade, ou estão injustamente transferindo a culpa de si mesmos[3]
- Apelo a 'valores mais altos': o delinqüente sugere que sua ação ilegítima foi causada para praticar “um bem maior”, com conseqüências de longo prazo que irão justificar o malfeito, como, por exemplo, proteger um amigo.[3]

## Estudos subsequentes
Análises subsequentes indicaram que a formulação original da teoria de Matza e Sykes serve para explicar os atos praticados pelos indivíduos que levam vidas relativamente normais, mas falha ao explicar as decisões delinqüentes de indivíduos não convencionais, tais como os criminosos empedernidos de rua. No livro The Seductive Nature of Autotelic Crime: How Neutralization Theory Serves as a Boundary Condition for Understanding Hardcore Street Offending o professor da Georgia State University , Volkan Topalli, defende a tese de que para o núcleo duro desses delinqüentes a "culpa" não é objeto de consideração porque seus crimes são considerados por eles não apenas 'aceitáveis', mas 'atraentes' e 'desejáveis'. Pesquisas realizadas dentre 191 delinquentes empedernidos de rua demonstrou que eles "descontam" seus sentimentos de culpa não apenas através da neutralização, mas também ligando definições normativas a seus crimes (como sendo "mundanos", "inevitáveis", ou "prazerosos"). Essas entrevistas demonstraram ainda como essas técnicas de auto-negação se desenvolvem dentre os delinquentes e como elas são mantidas para justificar a perpetração continuada de novos atos de delinqüência.